# Георгіос Анцулас
Георгіос Анцулас (грец. Γεώργιος Αντζουλάς, нар. 4 лютого 2000, Триполі, Греція) — грецький футболіст, центральний захисник фінського клубу ГІК.

## Ігрова кар'єра

### Клубна
Георгіос Анцулас народився у грецькому місті Триполі і є вихованцем місцевого клубу «Астерас». На професійному рівні футболіст дебютував 11 січня 2018 року у Кубковому матчі.
Влітку 2018 року Анцулас був відправлений в оренду до італійської «Фіорентини» з опцією викупу контракту гравця влітку 2019 року. Захисник провів сезон, граючи за молодіжну команду «Фіорентини», з якою виграв Копа Прімавера та кілька разів був у резервному складі першої команди на матчі чемпіонату Італії.
Але після закінчення терміну оренди Анцулас повернуся до «Астераса». Другу половину сезону 2020/21 футболіст також провів в оренді - в клубі італійської Серії В «Козенца». Після повернення до ГреціЇ, влітку 2021 року Анцулас підписав з «Астерасом» новий контракт до 2024 року.
В січні 2023 року футболіст приєднався до угорського клубу «Уйпешт», де грав до літа 2024 року. Коли перейшов у стан фінського ГІКа, з яким підписав контракт до кінця 2025 року.

### Збірна
З 2019 по 2022 роки Георгіос Анцулас виступав у складі молодіжної збірної Греції.